# Coandă-1910
El Coandă-1910, fue el primer prototipo experimental de avión de reacción. Se expuso en la Segunda Exhibición Aeronáutica Internacional —actual Salón Internacional de la Aeronáutica y el Espacio de París-Le Bourget— en el Gran Palacio de París desde octubre a noviembre.
El mismo sistema de propulsión, «turbina de succión», pero sin ningún tipo de quemador adicional, fue parte de un trineo que presentó Coandă en diciembre de 1910 para la dinastía Romanov, con una velocidad estimada de 80 km/h. También se desconoce si realmente funcionó.
Se denomina efecto Coandă a un fenómeno físico de mecánica de fluidos, descubierto por Coandă.

## Un diseño revolucionario
Propulsor constituido en forma de turbina impulsada transformando las reacciones resultantes del flujo de fluidos y la energía cinética que le comunica el mecanismo, en fuerzas axiales, que son dirigidas paralelamente al eje de rotación de dicho propulsor y determina, como resultado, la translación del móvil aquel en el que dicho propulsor está sujeto.
Resumen de la patente francesa número 416,54: «Propulseur» 22 de octubre de 1910.

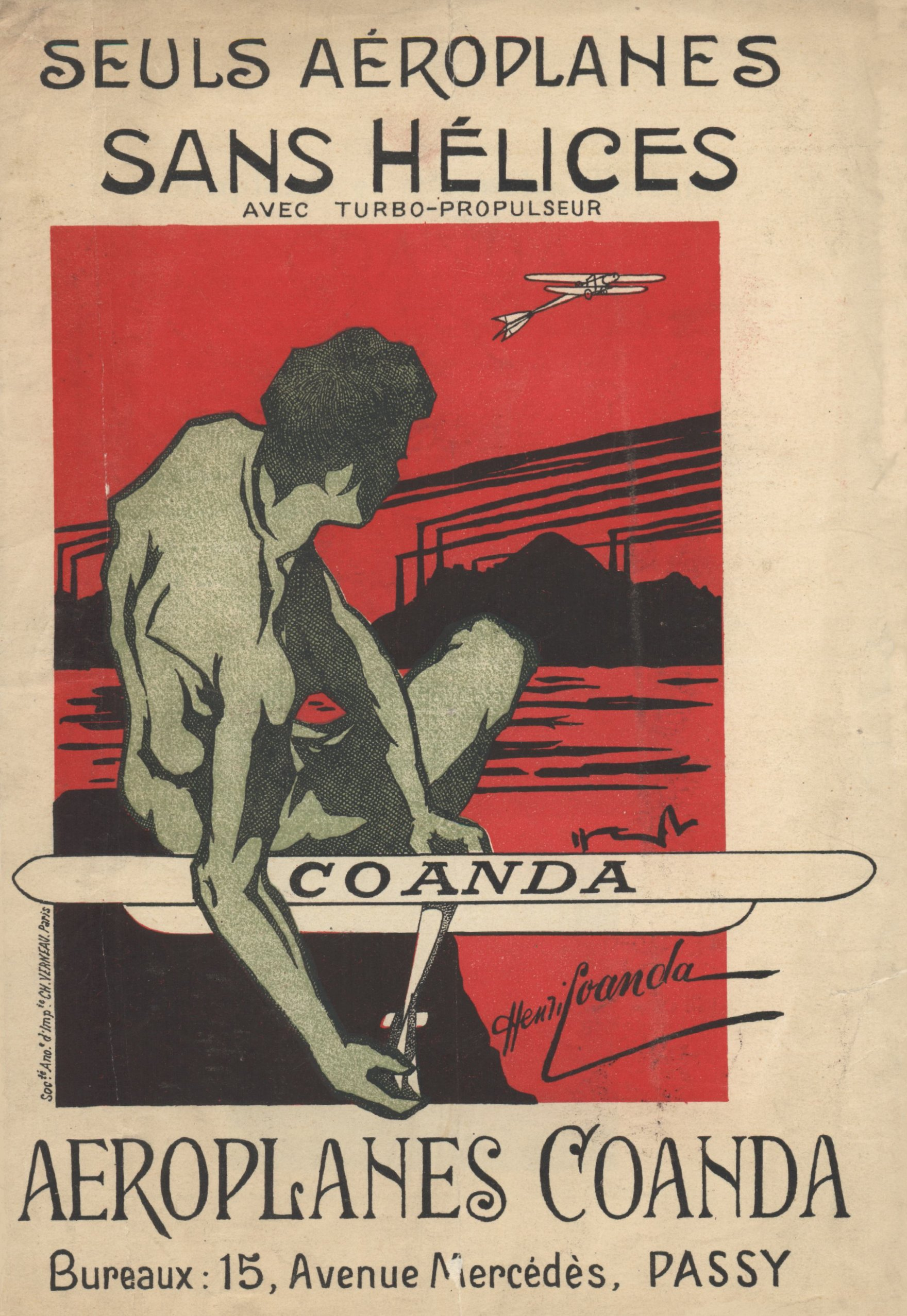
«Los únicos aeroplanos sin hélice». Folleto publicitario que estuvo disponible en la exposición de París en 1910.

El diseño de la aeronave era bastante experimental y su característica más chocante era su motorización, ya que llevaba un tipo de termorreactor, un híbrido tecnológico entre un motor de reacción y un motor de pistón. Es decir, usaba un motor de explosión para poner en marcha el motor de reacción. Utilizaba un motor de combustión de pistón de cuatro cilindros Clerget, refrigerado por agua, con una potencia de 37 kW (50 HP) en 1000 rpm. De esta forma, movía el compresor en lugar de la hélice tradicional.
El aire comprimido se mezclaba con combustible y se quemaba en dos cámaras de combustión antes de ser expulsado a lo largo de los costados del avión. Esto pretendía proporcionar la fuerza reactiva para impulsar el avión, que lo hacia con una fuerza de empuje de 220 kg (en comparación, 450 kg de empuje del «Heinkel HeS 3» del Heinkel He 178, desarrollado 30 años más tarde y considerado como el primer avión a reacción).
Además presentaba otras características extraordinarias en términos aerodinámicos, como el uso de un perfil grueso (a diferencia del Wright Flyer, la primera máquina voladora reconocida), largueros tubulares metálicos en las alas, configuración alar en «sesquiplano», hipersustentadores en el borde de ataque y flaps ranurados.
Años después Coandă afirmó que durante una prueba en tierra del motor en diciembre de 1910 se vio sorprendido por la potencia del motor y al momento se encontró volando. Perdió el control de la máquina y se estrelló ardiendo. Coandă salió despedido en el choque. Durante el corto vuelo de la máquina, Coandă pudo observar que los gases calientes del motor parecían abrazar los costados del avión muy de cerca y esto parece haber sido la causa del fuego. Sin embargo, ningún periódico de la época, como el parisino Le Figaro, recoge el suceso.

## Otros desarrollos similares
Coandă no continuó esta línea de desarrollo del motor de reacción. Sin embargo, años más tarde, durante la Segunda Guerra Mundial el avión italiano Campini Caproni CC.1 volaría con un motor similar, y los ingenieros japoneses desarrollarían otro motor parecido para impulsar a las bombas volantes kamikaze Yokosuka MXY-7 Ohka.

## Homenajes en el centenario
En 2010, en honor a este prototipo, se celebró el centenario de la aviación a reacción en Rumanía. Se diseñó una moneda y un sello honoríficos y se presentó una réplica del avión. En el Parlamento Europeo, una exhibición conmemoró la construcción del Coandă-1910.

## Especificaciones técnicas
Referencia datos: Seuls Aeroplanes sans helices avec turbo-propulseur. Aeroplanes Coanda, 1910.

### Características generales
- Tripulación: 1
- Longitud: 12,5 m (41 ft)
- Envergadura: 10,3 m (33,8 ft)
- Altura: 2,1 m (6,9 ft)
- Superficie alar: 32,7 m² (352 ft²)
- Peso vacío: 420 kg (925,7 lb)
- Planta motriz: 1× termorreactor accionado por un motor de cuatro cilindros en línea refrigerado por agua .
  - Empuje normal: 220 kN (22 433 kgf; 49 458 lbf) de empuje.

### Rendimiento
- Empuje/peso: 1:1.9